# Lyn (cantante)
Lee Se-jin (9 de noviembre de 1981) es una cantante surcoreana, conocida profesionalmente como Lyn.

## Carrera
Ha lanzado diez álbumes completos hasta la fecha. Ha interpretado ost como "Back in Time" (Moon Embracing the Sun), "My Destiny"(My Love from the Star), "Just One Day" (Mask), "Such Person" (Oh My Venus) y "With You"  (Descendants of the Sun). Y más recientemente "Love Story" para el ost de la serie The Legend of the Blue Sea.

## Biografía
Nació en Seúl, Corea del Sur el 9 de noviembre de 1981. Se graduó de la Escuela secundaria de Seúl y asistió a la Universidad de Seúl.

## Vida personal
Se casó con Lee Soo de MC the Max en el Conrad Hotel de Seúl el 19 de septiembre de 2014.

## Discografía
Referencia Externa: Lyn Discografía

### Álbumes de estudio
- 2000: My First Confession
- 2002: Have You Ever Had Heart Broken?
- 2004: Can U See the Bright
- 2005: One and Only Feeling
- 2007: The Pride of the Morning[7]
- 2009: Let Go, Let In, It's a New Day[8][9]
- 2009: 6½ New Celebration
- 2010: 6th Part 2 'Candy Train'
- 2014: Le Grand Bleu
- 2015: 9X9th

### Extended play
- 2011: Metro Sexy 7.
- 2012: LoveFiction[10]

## Filmografía

### Programas de variedades
| Año        | Programa             | Notas |
| ---------- | -------------------- | --- |
| 2015, 2018 | King of Mask Singer  | 2 episodios - (Ep. # 169-170) - concursó como "Longtail" 2 episodios - (Ep. #13-14) - concursó como "Young and Sex y Post Box" |
| 2017       | I Can See Your Voice | Ep. #5 - invitada |

## Premios y nominaciones
| Año  | Premio                               | Categoría                                                    | Canción           | Resultado |
| ---- | ------------------------------------ | ------------------------------------------------------------ | ----------------- | --------- |
| 2004 | 6th Mnet Asian Music Awards          | mejor presentación de R&B                                    | "Used to Love"    | Nominada  |
| 2012 | 14th Mnet Asian Music Awards         | mejor OST por Moon Embracing the Sun                         | "Back in Time"    | Nominada  |
| 2012 | 5th Korea Drama Awards               | mejor OST por Moon Embracing the Sun                         | "Back in Time"    | Ganadora  |
| 2013 | 15th Mnet Asian Music Awards         | mejor vocalista                                              | "Breakable Heart" | Nominada  |
| 2014 | 50th Baeksang Arts Awards            | mejor OST por My Love from the Star                          | "My Destiny"      | Ganadora  |
| 2014 | 9th Seoul International Drama Awards | drama coreano en el extranjero OST por My Love from the Star | "My Destiny"      | Ganadora  |
| 2014 | 6th MelOn Music Awards               | mejor OST por My Love from the Star                          | "My Destiny"      | Ganadora  |
| 2014 | 16th Mnet Asian Music Awards         | mejor OST por My Love from the Star                          | "My Destiny"      | Ganadora  |
| 2014 | Yahoo Asia Buzz Award                | canción más buscada del año                                  | "My Destiny"      | Ganadora  |
| 2014 | Seoul Music Awards                   | mejor OST por My Love from the Star                          | "My Destiny"      | Ganadora  |